# Piet Weppner
Pieter (Piet) Weppner (Amsterdam, 17 maart 1911 – aldaar, 11 oktober 1978) was een Nederlands voetballer en honkbalspeler.

## Biografie
Piet Weppner was de zoon van Willem Frederik Weppner en Johanna Geertruida van Raamsdonk. Hij trouwde op 16 november 1938 met Dorotea Wallert en had twee zonen.
Hij speelde van 1935 tot 1944 bij AFC Ajax als doelman. Van zijn debuut in het kampioenschap op 2 juni 1935 tegen Go Ahead tot zijn laatste wedstrijd op 13 februari 1944 tegen 't Gooi speelde Weppner in totaal 13 wedstrijden in het eerste elftal van Ajax.
Hij was een werknemer van Lippmann, Rosenthal & Co.

## Statistieken
| Club  | Seizoen | Competitie | Competitie | Beker | Beker | Totaal | Totaal |
| Club  | Seizoen | Wed.       | Dlp.       | Wed.  | Dlp.  | Wed.   | Dlp.   |
| ----- | ------- | ---------- | ---------- | ----- | ----- | ------ | ------ |
| Ajax  | 1934/35 | 1          | 0          | 0     | 0     | 1      | 0      |
| Ajax  | 1935/36 | 5          | 0          | 0     | 0     | 5      | 0      |
| Ajax  | 1936/37 | 2          | 0          | -     | -     | 2      | 0      |
| Ajax  | 1937/38 | 0          | 0          | 1     | 0     | 1      | 0      |
| Ajax  | 1940/41 | 4          | 0          | -     | -     | 4      | 0      |
| Ajax  | 1943/44 | 1          | 0          | 0     | 0     | 1      | 0      |
| Total | Total   | 13         | 0          | 1     | 0     | 14     | 0      |